# Regina Jacobs
Regina Jacobs (Los Ángeles, Estados Unidos, 28 de agosto de 1963) es una atleta estadounidense, especializada en la prueba de 1500 m, en la que llegó a ser dos veces subcampeona del mundo, en 1997 y 1999.

## Carrera deportiva
En el Mundial de Atenas 1997 ganó la medalla de plata en los 1500 metros —tras la portuguesa Carla Sacramento y por delante de la suiza Anita Weyermann— y dos años después en el mundial de Sevilla 1999 volvió a ganar la plata en 1500 m, tras la rusa Svetlana Masterkova y por delante de la etíope Kutre Dulecha.